# Image Comics
(Rob Liefeld)
Image Comics è una casa editrice di fumetti statunitense nata come marchio della Malibu Comics il 23 gennaio 1992 su iniziativa di Rob Liefeld.
Contende alla IDW Publishing e alla Dark Horse Comics il ruolo di terzo più grande editore di fumetti statunitense dietro alla Marvel Comics e alla DC Comics.

## Contesto e creazione

### Antefatto
Il 13 settembre 1991 la Marvel Comics minaccia di licenziare Rob Liefeld dopo che questi voleva pubblicare un fumetto di sua creazione per la casa editrice indipendente Malibu Comics. La serie si chiama The Executioners e l'autore ne vuole detenere i diritti di pubblicazione. Questo tipo di azione viene vista negativamente dalla dirigenza Marvel che detiene un contratto in esclusiva con l'artista. Rob subisce delle minacce di licenziamento dal redattore Marvel Bob Harras ma rimane però fermo sulla sua posizione e continua ad avere l'appoggio di Dave Olbritch alla Malibu il quale si era già disposto a collaborare con Rob nel 1987. Arriva anche a creare un suo logo personale contraddistinto dalla I di Image, destinato a diventare il logo stesso della futura Image Comics. Negli ultimi mesi del 1991 Rob si confronta spesso con l'autore Jim Valentino che è stato già coinvolto in passato nell'editoria indipendente e con Todd McFarlane che dopo l'enorme successo del suo Spider-Man si sta prendendo un anno sabbatico dal mondo dei fumetti. Il senso di frustrazione di Rob che si sente ingabbiato dalla Marvel, trova appoggio in McFarlane che si trova in un momento di svolta della sua carriera. Non è chiaro se i due avessero realmente l'intenzione di rompere definitivamente con la Marvel ma si ritrovano a discutere sulla possibilità di lasciare l'editore per tentare la strada del fumetto indipendente riscuotendo l'appoggio di altri celebri artisti. Alla base di questa scelta c'è la volontà di provare ad ottenere un maggior guadagno economico pubblicando fumetti con storie e personaggi di cui gli artisti detengo i diritti e possano quindi ottenere l'intero guadagno di un eventuale successo commerciale. Secondariamente vi è la possibilità di una piena libertà creativa e autogestione a livello editoriale. Fa parte dell'iniziativa anche Erik Larsen (all'epoca disegnatore di Amazing Spider-Man), il weekend del 4 luglio al San Diego Comicon del 1991 ha modo di pranzare con Olbrich, Liefield e Valentino ed è disposto a partecipare. Un obbiettivo fondamentale per McFarlane è il coinvolgimento di Jim Lee, l'autore best seller per la Marvel, che nonostante i suoi notevoli guadagni decide di appoggiare il progetto Image in quanto non si sente abbastanza valorizzato dalla dirigenza Marvel. Marc Silvestri (popolare disegnatore di Wolverine) viene invece coinvolto quasi per caso da Liefild e McFarlane che lo incontrano a New York prima di un'importante asta di tavole originali a fumetti. Whilce Portacio (scrittore e disegnatore della storica Uncanny X-Men) è l'ultimo ad aggregarsi persuaso dall'amico Jim Lee. A McFarlane viene riconosciuto il merito di voler creare un fronte comune tra i migliori artisti della Marvel e di aver organizzato la riunione del 17 dicembre 1991 nell'ufficio del presidente della Marvel Terry Stewart. Il suo obiettivo è quello di abbandonare la Marvel contemporaneamente agli altri futuri fondatori della Image. McFarlane sostiene che lasciarla uno alla volta non avrebbe lo stesso impatto e di fatto riesce nel suo intento. A quella riunione erano presenti Liefeld, McFarlane e sua moglie (con il figlio appena nato), Jim Lee, il presidente Marvel Terry Stewart e quasi per caso il redattore capo della Marvel Tom DeFalco. Non bisogna sottovalutare il fatto che i tre artisti presenti cioè Liefeld-McFarlane-Lee sono i disegnatori che hanno realizzato gli albi più venduti dalla Marvel nel corso del 1991. L'incapacità della dirigenza di saper affrontare e gestire la situazione esaspera il confronto-scontro e porta ad una frattura insanabile (ed evidentemente comunque inevitabile) con i suoi artisti di punta. Dopo aver lasciato gli uffici della Marvel, McFarlane vuole recarsi anche presso quelli della DC Comics. Vuole esporre anche alla dirigenza dell'altra grande Major dei comic le loro intenzioni. Inizialmente la DC si aspetta che la visita sia una proposta di collaborazione che sembrava inevitabile per le dinamiche editoriali dell'epoca, se un grande artista non vuole lavorare con la Marvel passa alla DC e viceversa. Si tratta però di un vero atto di sfida perché McFarlane è chiaro, lui e altri 5 grandi nomi del fumetto statunitense stanno per creare una nuova linea editoriale al di fuori del duopolio DC-Marvel. Ciò che crea particolare sconcerto tra i dirigenti DC è la presenza tra questi di Jim Lee, vero e proprio "Golden Boy" del fumetto, ancor più corteggiato che non McFarlane o Liefeld. Todd ne è consapevole ed è per questo che ha voluto la sua presenza ad entrambe le riunioni. Ormai è solo questione di settimane prima della nascita della Image come terzo polo del mercato fumettistico statunitense.

### Situazione del mercato fumettistico
Tra il 1990 e il 1993, la Marvel Comics (così come l'intero mercato fumettistico) va incontro alla più grande espansione delle vendite mai avuta dalla sua fondazione e i titoli più venduti sono legati ad artisti quali Jim Lee sulle serie degli X-Men, Rob Liefeld su The New Mutants che poi diviene X-Force, Todd McFarlane su Spider-Man. Si tratta di disegnatori che riescono a vendere milioni di copie per albo e la cui popolarità presso i lettori rivaleggia quella degli stessi personaggi da loro disegnati. La Marvel però non vuole concedere molta importanza all'apporto di questi artisti all'Universo Marvel e li continua a trattare come semplici dipendenti. L'allora presidente della Marvel Terry Stewart ritiene che la vera forza motrice del mercato siano i personaggi (di proprietà Marvel) e non gli autori che ne realizzano le storie. Per lui sono rimpiazzabili come qualunque altro dipendente e rimane celebre la sua frase:«Ci sarà sempre qualcuno per raccogliere il cotone». Il presidente della Marvel crede quindi che se dei disegnatori se ne vanno ce ne saranno sempre altri pronti a prenderne il posto, ben felici di poter lavorare su icone come l'Uomo Ragno o gli X-Men. Di conseguenza la Marvel non vuole trattare migliori condizioni di lavoro con i suoi disegnatori, ne aumentarne la libertà creativa o i guadagni sulle opere e i personaggi creati. Chiunque lavori sui fumetti in questo periodo si sente quindi in parte intrappolato e tagliato fuori dal grosso business quale è diventato il mercato fumettistico dei primi anni novanta. Questo vale anche per autori non di punta quali Erik Larsen, Marc Silvestri, il già citato Jim Valentino e molti altri.

### Fondazione della Image
(Todd McFarlane)
Sfruttando un malcontento diffuso, Rob Leifeld riesce nell'impresa di dare inizio ad una casa editrice con l'ambizioso progetto di creare un nuovo Universo di supereroi indipendente da contrapporre all'Universo Marvel. I presupposti sono chiari: rispetto per gli artisti, i diritti dei personaggi creati rimangono degli autori, libertà creativa e un maggior guadagno grazie alla maggiorazioni delle royalties sui fumetti venduti. Non mancano i rischi visto che viene a cadere il contratto di lavoro con un grosso gruppo editoriale come la Marvel e svanisce la possibilità di lavorare su personaggi di successo come l'Uomo Ragno e gli X-Men. Insieme a Rob Leifeld, il più convinto sostenitore della necessità di compiere questo passo è da sempre stato Todd McFarlane. Questa determinazione rimarrà costante nel corso degli anni e McFarlane rimane l'unico fondatore della Image a non essere mai tornato sui suoi passi. Rispetto agli altri sei co-fondatori Todd non torna più a lavorare per quelle che lui chiama le piantagioni (o The Plantation in originale), cioè il duo Marvel-DC. Sul primo numero della sua serie Spawn, Todd esprime le sue ragioni sottolineando la mancanza di rispetto della Marvel per il suo ruolo di artista e per il contributo da lui avuto nello sviluppo e successo di diversi personaggi del suddetto editore. Questo atteggiamento è una costante nella politica del duopolio degli editori DC-Marvel, che da sempre (secondo Todd) danno più importanza ai personaggi che non agli autori che ne realizzano le storie. Come emblema dello snobbismo della Marvel nei confronti degli artisti, McFarlane cita Jack Kirby che all'epoca si batteva legalmente con la stessa Marvel la quale non gli riconosceva la creazione (o co-creazione insieme a Stan Lee) di personaggi quali i Fantastici Quattro, gli X-Men, Hulk, Thor, Silver Surfer e decine di altri supereroi o supercriminali dell'Universo Marvel.
La prima riunione ufficiale dei fondatori della Image avviene il 1º febbraio 1992. Si tratta di Rob Liefild, Todd McFarlane, Jim Lee, Jim Valentino, Marc Silvestri e Erik Larsen e Whilce Portacio. Qui viene deciso di finalizzare l'accordo con la Malibu Comics che si occuperà dell'aspetto amministrativo, dell'advertising e del marketing. I profitti sono divisi al 90% agli autori Image e il 10% alla Malibu. Uno dei motivi per cui si sceglie questo editore, oltre che per il supporto dell'editore Dave Olbrich, è l'alto livello di colorazione degli albi raggiunto da questa casa editrice. La Malibu è all'avanguardia per quanto riguarda il "coloring" con il supporto della computer grafica e questo ha impressionato gli artisti Image che puntano gran parte del loro successo sull'impatto visivo delle loro serie. Tutti e sette gli artisti presenti stabiliscono inoltre di essere i partner-fondatori della Image e che il logo dell'etichetta è di loro proprietà e di nessun altro. Rimane aperta però la possibilità di accogliere come associati altri artisti che vogliano pubblicare materiale indipendente o lavorare per gli studios creati dai sette fondatori. I primi ad essere interessati saranno Larry Stroman (disegnatore di X-Factor), Dale Keown (all'epoca disegnatore di Incredible Hulk) e Sam Kieth, celebre per aver co-creato la nuova versione di Sandman con Neil Gaiman. Inizialmente la Image è quindi un editore in cui i creativi sono anche coloro che gestiscono l'azienda e gli aspetti esecutivi del management. Comincia ad emergere un nuovo tipo di organigramma editoriale in cui intorno ad uno stesso marchio (cioè la Image) si strutturano studi creativi indipendenti ma uniti a livello promozionale e distributivo. Inizialmente gli studi creativi di riferimento sono:
- Extreme Studios, di Rob Liefeld
- Highbrow Entertainment, di Erik Larsen
- ShadowLine, di Jim Valentino
- Todd McFarlane Productions, di Todd McFarlane
- Top Cow Productions, di Marc Silvestri
- Wildstorm Productions, di Jim Lee. All'interno di questo studio rientra anche Whilce Portacio.

La prima promozione della Image Comics da parte della Malibu avviene a febbraio del 1992 alla riunione annuale dei rivenditori tenutasi alle Hawaii. Vengono anche annunciati i primi titoli ad essere lanciati nel corso dell'anno. La formazione della Image ottiene una vasta copertura mediatica da parte degli organi mainstream quali il The Los Angeles Times, USA Today, Newsweek e The New York Times. Questo contribuisce ad aumentare l'attesa per i fumetti in uscita e l'interesse crescente intorno agli artisti responsabili di questa impresa. La prima volta che compaiono tutti e sette in pubblico è nel luglio del 1992 al Chicago Comicon presso il Ramada O'Hare Hotel che, nonostante l'ampia sala dedicata all'evento, non riesce a gestire il mare di folla accalcatosi per incontrare i fondatori della Image. Ci sono oltre 2500 persone in attesa diverse ore per poter incontrare ed avere un autografo da loro.

### Nuova era del fumetto
La fondazione della Image è uno degli avvenimenti della storia del fumetto americano che segna l'inizio della Modern Age (o Epoca moderna) per i comics statunitensi. Tale periodo dura tuttora ed è segnato da una maggiore notorietà e celebrità degli autori e artisti, da una integrazione con gli altri media (quali cinema e televisione) e da un nuovo ruolo del mercato diretto come cardine della distribuzione del fumetto negli USA. Il periodo precedente viene identificato come Copper Age e si snoda tra il 1984 e il 1991. Bisogna inevitabilmente sottolineare che in alcune fonti o testi la durata, così come la data di inizio e di fine di quest'epoca può leggermente variare. Questo diviene inevitabile in ogni tipo di classificazione di un periodo storico di breve durata e ancora relativamente vicino al nostro presente. Le basi che rendono possibile la nascita della nuova casa editrice hanno proprio nella Copper Age le loro fondamenta. Tra queste vi sono da segnalare almeno quattro fattori:
- Il successo ottenuto da una casa indipendente come la Dark Horse, che viene fondata nel 1986 e riesce a crescere e a ritagliarsi un piccolo ma significativo spazio nel mercato del fumetto. Con questa iniziativa si comincia ad intravedere la possibilità di creare realmente un terzo polo indipendente nell'editoria dei comics.
- Le possibilità sempre crescenti offerte dal Mercato Diretto (o Direct Market). Con il diffondersi dei negozi specializzati nella vendita dei fumetti, una nuova casa editrice può lanciare sul mercato un albo già sapendo in anticipo il quantitativo prenotato dalle fumetterie o librerie. In questo modo si elimina il rischio della resa del materiale invenduto, una perdita finanziaria non sostenibile per una casa editrice indipendente.
- In questi anni c'è un notevole miglioramento nella qualità della stampa, nella colorazione delle tavole e nella qualità della carta utilizzata dall'editoria a fumetti. Questo renderà possibile dare pieno valore ai virtuosismi grafici di Leifeld, McFarlane e soci.
- Non ultimo è nella seconda metà degli anni ottanta che un trio di artisti al soldo della Marvel riesce a impressionare i lettori dell'epoca con tecniche di disegno innovative, dagli eroi ipertrofici di Liefeld (tra i quali Deadpool e Cable, dei quali è creatore), ai tratti gotici dell'Uomo Ragno di McFarlane e al dinamismo degli X-Men di Jim Lee. L'enorme successo ottenuto dai loro lavori li rende delle stars del fumetto e la loro fama adombra la popolarità dei personaggi Marvel da loro disegnati.

## Debutto editoriale (1992)

### I primi titoli

Copertina di "Youngblood" n.1, di Rob Liefeld, primo fumetto pubblicato dalla Image Comics. Edizione italiana Star Comics (1992).

Il primo albo con il simbolo Image è Youngblood n.1, distribuito il 16 aprile 1992, scritto e disegnato da Rob Leifeld. Nella storia moderna del fumetto, con questa data si segna la nascita del supereroe indipendente nel fumetto americano. Per la prima volta gli artisti creano una serie di supereroi i cui diritti e la cui distribuzione non rientra sotto il controllo dei due colossi Marvel e DC (o di altri gruppi editoriali del passato). Nell'anno del debutto ogni grande autore-fondatore della Image lancia una sua serie originale che segna la nascita del proprio Studio creativo e che di fatto diventa una sorta di brand per questi artisti. Le pubblicazioni di riferimento sono le seguenti:
- Youngblood (Vol.1) n.1: presenta un super-gruppo creato da Rob Liefeld. Segna la nascita della casa editrice e serve da apripista per una moltitudine di nuovi personaggi pubblicati dagli Extreme Studios. Già nel corso dell'anno Rob lancia altre due sue creazioni quali la miniserie Brigade (agosto 1992) e la serie regolare Supreme (novembre 1992). È l'unico dei tra i 7 fondatori a lanciare più di una serie nell'anno del debutto Image.
- Spawn n.1 (maggio 1992): Introduce l'omonimo personaggio creato da Todd McFarlane ed è l'unica serie regolare che è stata pubblicata ininterrottamente fino ad oggi tra quelle nate nell'anno del debutto della Image.
- Savage Dragon n.1 (luglio 1992): è una miniserie di 3 numeri che introduce il personaggio creato da Erik Larsen. Viene seguita da una serie regolare a partire da giugno 1993.
- Shadowhawk (Vol.1) n.1 (agosto 1992): il personaggio protagonista è creato da Jim Valentino. Si tratta di una miniserie che diviene in seguito serie regolare.
- WildC.A.T.s: Covert Action Teams n.1 (settembre 1992): serie regolare dedicata al team di supereroi creato da Jim Lee. La serie viene pubblicata per la Image fino al n.50 (giugno 1998) più un n.0 (giugno 1993). Il titolo della testata ispirerà anche il nome dello studio creativo di Jim Lee, cioè Wildstorm.
- Cyberforce n.0 (settembre 1992): questo n.0 precede la miniserie di 4 numeri che vede la nascita di un team formato da esseri umani modificati ciberneticamente. Prima creazione di Marc Silvestri alla quale viene dedicata una serie regolare l'anno successivo.
- I Wetworks di Whilce Portacio sono un gruppo di mercenari potenziati con armi ipertecnologiche che fa la sua prima apparizione su WildC.A.T.S. n.2 (ottobre 1992) e la cui serie regolare è già stata annunciata per la fine dell'anno. L'autore filippino è però colpito da un grave lutto familiare che gli provoca una crisi personale[17]. Di conseguenza lascia la sua attività per oltre un anno e rinuncia ad avere il ruolo di partner come gli altri fondatori Image[17]. La serie Wetworks esce solo nel 1994[18], diventando uno dei fumetti più attesi del mercato fumettistico americano[17].

### Accoglienza nell'anno del debutto
Le vendite degli albi Image vanno oltre le più audaci aspettative, raggiungendo i vertici delle classifiche di vendite e portando i suoi creatori al ruolo di rock-stars del fumetto. Il debutto della Image avviene il 16 aprile 1992 con Youngblood n.1 di Rob Liefeld. Le vendite raggiungono le 930000 copie e stabiliscono un record per il fumetto indipendente. La notte del debutto Rob si presenta al Golden Apple Comics a Los Angeles per firmare delle copie e l'attenzione mediatica per l'avvenimento è così alta che sono presenti le crew di 3 reti televisive, due stazioni radio e diversi quotidiani della carta stampata. La prima tiratura dell'albo viene esaurita così rapidamente che ne viene stampata subito una seconda che però presenta una copertina con il bordo dorato. Questo obbliga molti collezionisti a ricomprare l'albo per assicurarsi entrambe le versioni. Questo comportamento mostra l'euforia e l'attesa per gli albi Image e la tendenza delle case editrici a stampare copertine alternative o variant cover per poter vendere più copie ai collezionisti o agli speculatori, che speravano in un rapido rialzo del prezzo di copertina nel mercato dei collezionisti di fumetti. La fondazione della Image ha contribuito ad ingigantire un fenomeno, già iniziato prima, e che porterà alla formazione di una bolla speculativa che farà collassare le vendite già a partire dal 1993. La serie Spawn al suo debutto riesce ad essere l'albo più venduto del mese (maggio 1992) e stabilisce il record di vendite per un albo indipendente (oltre 1 milione e settecentomila copie), 

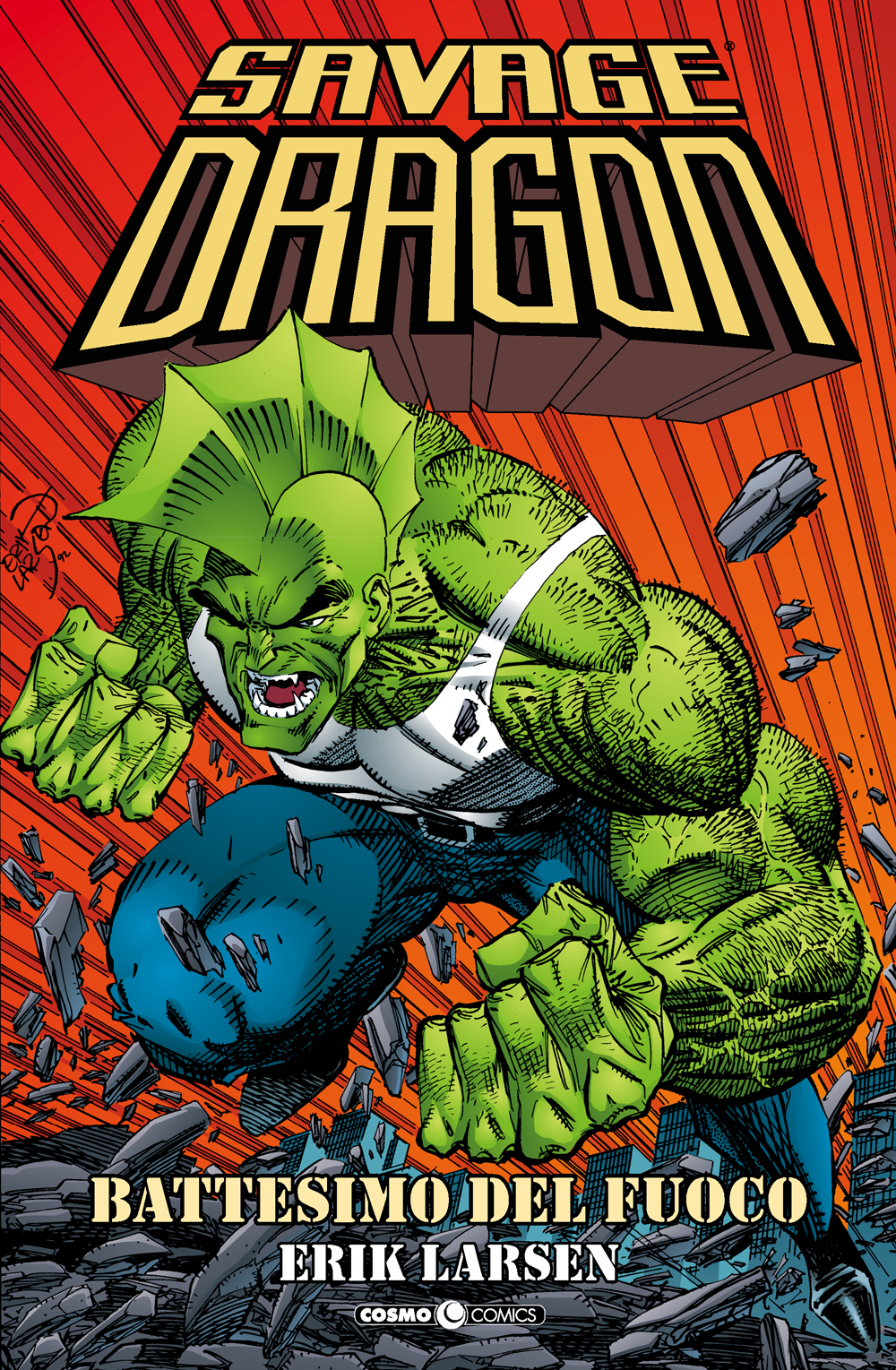
Copertina di "Savage Dragon" n.1 di Erik Larsen (luglio 1992), edizione italiana (2019): Editoriale Cosmo

 la terza pubblicazione è il primo albo della miniserie Savage Dragon di Erik Larsen, preludio ad una delle più longeve serie regolari della Image (ancora oggi in corso). Il numero 1 della serie Wildcats di Jim Lee viene distribuito in agosto ad appena due mesi di distanza dal suo ultimo albo realizzato per la Marvel ovvero X-Men n.11 (del giugno 1992). Vende oltre un milione di copie si piazza al secondo posto degli albi più venduti in quell'anno, superata solo da Superman n.75, l'albo-evento della morte di Superman, uno degli albi di maggior successo di tutti i tempi. Jim si prende inoltre la soddisfazione di battere subito le vendite della sua precedente serie, best seller per la Marvel, infatti quel mese X-Men si piazza al quarto posto. Debutta molto bene anche Shadowhawk di Jim Valentino che nei mesi successivi è costantemente tra le top-ten degli albi più venduti. Tra i fondatori della Image, Jim è quello che ci ha guadagnato maggiormente dall'aver lasciato la Marvel, infatti non è mai stato finora un artista di punta del mercato. La Marvel gli aveva affidato I Guardiani della Galassia (di cui si occupa fino al n.29, ottobre 1992), all'epoca una serie secondaria che mai aveva raggiunto i picchi di vendita o popolarità dei titoli mutanti o di quelli legati a Spider-Man (su cui erano diventati famosi Liefeld, McFarlane, Silvestri e Larsen). L'ultimo ad esordire nel 1992 tra i fondatori Image è Marc Silvestri con Cyberforce (ottobre 1992) riuscendo a raggiungere le 850000 copie. Tra gli albi Image più venduti di quell'anno vi sono anche Pitt n.1 di Dale Keown. Si tratta della prima serie creata non da uno dei fondatori ma da un artista (canadese come McFarlane) che viene convinto a scrivere e disegnare una nuova serie con personaggi da lui creati appoggiandosi alla Image per le questioni produttive e di marketing, si forma così la figura di Image Associate (ovvero autore associato della Image). Nel corso degli anni saranno così numerosi coloro che si appoggeranno alla Image per produrre opere indipendenti che diverranno la vera forza creativa che permette alla Image di continuare a restare competitiva sul mercato. Keown è reduce da un run di grande successo come disegnatore della serie Incredible Hulk, scritta da Peter David, sulla quale tra l'altro si è messo in evidenza lo stesso McFarlane in collaborazione con lo stesso David. Sfruttando questo trend Keown crea una creatura mostruosa di nome Pitt che si trova a combattere contro gli alieni Creed. Il personaggio appare per la prima volta su Youngblood n.4 (in una back-up story) e poi debutta con una serie regolare il cui primo albo vende un milione di copie. Bisogna sottolineare che, nonostante il primo numero dovesse uscire a novembre del 1992, bisogna attendere i primi mesi del 1993 per la distribuzione. Nel 1992 viene anche annunciata la serie Wetworks di Whilce Portacio che riscontra subito grande interesse presso i rivenditori. Ne viene anche distribuita un'immagine pubblicitaria con i membri del team e lo slogan "Image Comics: The Face of the Future". La serie verrà però distribuita solo due anni dopo e Portacio non diviene partner della Image ne fonda un suo studio ma si appoggia allo studio Wildstorm di Jim Lee. Grazie a queste incredibili vendite la Malibu che (in questo periodo) distribuisce ancora gli albi della Image raccoglie l'8,73% del mercato e si piazza immediatamente dietro ai due colossi Marvel e DC e surclassa Dark Horse e Valiant. Rob liefeld, oltre a Youngblood, riesce ad inserire altre due sue creazioni nella top 100 dell'anno, si tratta della miniserie Brigade e di Supreme, una versione di Superman all'interno dell'universo Image. Questo personaggio diverrà un'icona del fumetto anni novanta grazie alla versione che ne darà l'autore Alan Moore, diventando l'unica creazione di Liefeld a ricevere un plauso unanime da parte della critica.
Alla fine del 1992, i soci fondatori decidono di separarsi dalla Malibu per fondare una compagnia indipendente: la Image Comics Inc. in modo da non dover rinunciare al 10% dei profitti destinati alla Malibu per le funzioni organizzative e di marketing. Tale scelta contribuirà alle difficoltà da parte dei soci Image nel pianificare le uscite degli albi e gestire i rapporti tra i vari studios. La Malibu ha però acquisito una certa popolarità e accumulato un discreto patrimonio durante il 1992. Nel 1993 decide quindi di lanciare un suo universo fumettistico denominato Ultraverse. Il debutto avviene il 15 giugno 1993 con gli albi Hardcase n.1 e Supreme n.1, seguiti da The Strangers il 22 dello stesso mese. In aperta polemica con gli artisti fondatori della Image, Olbrich e Chris Ulm (redattore capo) decidono di affidare la creazione dei personaggi dell'Ultraverse a scrittori affermati nel panorama fumettistico ponendo in primo piano la trama, scrittura dei dialoghi e l'ideazione delle storie. Non sono quindi i disegnatori (come alla Image) ad avere un ruolo predominante nella realizzazione delle serie ma gli scrittori. Tra i nomi coinvolti vi sono Mike Barr, Steve Gerber, Gerard Jones, James Robinson, il regista Wes Craven e l'autore di fantascienza Larry Niven. Non mancano grandi disegnatori quali Walter Simonson, Norm Breyfogle, Paul Pelletier, Dave Dorman, Darick Robertson e altri. Nonostante l'incredibile roster di autori e la buona accoglienza dei primi mesi, le vendite crollano già a fine 1993. La strana parabola della Malibu si chiude nel 1994 quando viene acquistata dalla Marvel e i suoi personaggi spariscono in un limbo editoriale.

## Ascesa e declino (1993-1998)

### Apice delle vendite (1993)
Al suo secondo anno di vita la Image raggiunge l'apice assoluto delle vendite della sua storia e sino ad ora non replicherà o supererà tale risultato. Bisogna però sottolineare che il 1993 è l'anno del record di vendite di tutta la storia del fumetto statunitense dal 1935 in poi. In quell'anno tutti gli editori presenti sul mercato hanno un picco di vendite e questo permette una raccolta di circa 850 milioni di dollari di cui il 14,79% è preso dalla vendita di albi Image. Nel 1992 il mercato aveva già raggiunto una strabiliante cifra di 500 milioni di dollari e il suo aumento sembra inarrestabile. Vi comincia ad essere la convinzione che i fumetti saranno un business miliardario e tre grandi compagnie quali la Big Entertainment, la Starlog Franchising Corporation e la Classic International Entertainment vogliono creare catene di comic shop in tutto il paese. I meriti di questo successo non sono però ascrivibili ad una reale tendenza del mercato fumettistico o ad un allargamento comprovato di lettori di fumetti. Questo è infatti il risultato di una bolla speculativa che ha portato lettori e rivenditori specializzati (che raggiungono la cifra record di 11000 comics shop) a comprare molti numeri di uno stesso albo nella speranza di rivenderlo a prezzo maggiorato. Molti di questi speculatori arrivano dal mercato delle trading cards che è da poco collassato ma che non ha dissuaso quegli stessi compratori/collezionisti nell'investire sui comic book intravedendo nei nuovi editori quali la Image e la Valiant le future Marvel e DC. In effetti il febbraio 1993 appare come la scintilla di una rivoluzione, per la prima volta dalla nascita del Direct Market (quello tramite fumetterie e librerie, non le edicole) i 5 albi più richiesti dai rivenditori non sono delle Big-Two Marvel e DC. Quattro degli albi maggiormente prenotati sono proprio della Image e uno della Valiant. Il primo della Marvel è sesto e l'albo di punta della DC crolla al 24º posto. Il mercato è però altamente inflazionato e bisogna considerare che la stessa Marvel nel triennio precedente (1990-1992) aveva aumentato indiscriminatamente il numero delle serie proposte spesso con un'eccessiva tiratura, il tutto supportato dai due principali distributori presenti cioè i Diamond Comic Distributors e la Capital City Distribution. In questo periodo sembra esserci la reale convinzione che si possano vendere anche milioni di copie di un albo a fumetti. L'illusione cade però già durante il 1993, tra aprile e novembre il numero degli albi venduti si dimezza, preludio al collasso del mercato fumettistico che avviene tra il 1993 e il 1996, dal quale l'intero settore non si è ripreso neppure negli anni duemila. Nel 1993 la Image sembra però essere il vero motore del mercato e riesce a piazzare al vertice delle vendite 6 albi nei seguenti mesi (con riferimento al distributore Diamond Comic):
- Gennaio: Darker Image n.1
- Febbraio: Stormwatch n.1
- Maggio: Spawn n.13
- Luglio: Spawn n.14
- Ottobre: Spawn n.17
- Dicembre: Spawn n.19

A questo si aggiunge il successo ottenuto dal lancio di nuove serie tra cui Maxx di Sam Kieth, tre nuove serie dello studios di Rob Liefeld quali Youngblood: Strikefile, Brigade (come serie regolare) e Bloodstrike. A queste si aggiungono Tribe n.1 e 1963 di Alan Moore. Tutte le pubblicazioni sopracitate rientrano tra i cinquanta albi più venduti nell'arco dell'intero 1993.
La Image ovviamente approfitta del momento e comincia una notevole espansione del suo parco testate che continua inesorabile fino al biennio 1995-1996. Questo apparente successo non è però supportato da un reale aumento dei lettori o a particolari meriti della stessa Image che invece risulta essere co-responsabile del declino del mercato degli anni a venire. Questo è dovuto a due fattori quali:
- Il proliferare di albi venduti in diverse versioni con copertine variant o caratterizzati da particolari effetti grafici o venduti imbustati magari con all'interno card da collezione. Questo spinge subito i collezionisti a voler acquistare più numeri dello stesso albo per averne poi tutte le possibili variazioni, anche le più rare. La speranza è quella di speculare sull'aumento del prezzo che queste edizioni speciali avranno nel corso del tempo. In ogni caso bisogna sottolineare che la Image non farà mai un uso eccessivo di albi proposti in diverse edizioni con copertine variant (o differenti) per incrementarne la vendita. Basti dire che Youngblood n.1 e Spawn n.1 escono in sole due versioni nel 1992. Per l'albo di Liefeld vi è una prima versione standard e poi una seconda con bordo color oro. Per Spawn n.1 vi è una versione per il mercato diretto delle fumetterie e una per quello delle edicole (cioè Newsstand edition). Chi invece ha contribuito al fenomeno sin dalla fine degli anni ottanta con un uso smodato di questo stratagemma commerciale è la Marvel Comics che con l'albo Spider-Man n.1 del 1990, distribuisce 9 differenti versioni dello stesso albo tra le quali una Platinim version e una Gold version[27]. L'albo vende milioni di copie (molte inglobate dai rivenditori diretti) ma non si tratta di un numero reale di acquirenti e un conseguente aumento dei lettori di comics. Le cifre sono gonfiate dalla speculazione e l'effetto a marea trascinerà in alto e poi in basso la stessa Image.
- La Image comincia a distribuire con notevole ritardo gli albi sollecitati ai distributori. Questa pratica tipica della Image dei primi anni contribuisce ad accelerare il collasso del mercato. In inglese prende il nome di Schedule Slip e riguarda la mancanza di rispetto dei tempi di consegna degli autori (soprattutto dei fondatori stessi della Image). Questo porta un albo ad arrivare nelle fumetterie con mesi di ritardo rispetto a quando è avvenuta la prenotazione ma a quel punto l'interesse del pubblico è svanito e quindi il materiale rimane invenduto procurando enormi danni alla vendita diretta che è proprio il cardine dell'espansione del mercato fumettistico tra gli anni ottanta e gli anni novanta. Ne è un esempio la serie regolare Youngblood di cui nel 1993 vengono consegnati ai distributori due soli numeri[28]. Questa mancanza di regolarità nel consegnare gli albi dopo averli messi in prevendita porta i lettori a perdere interesse verso le serie e sempre più spesso dopo aver atteso un albo per mesi, lo lasciano in mano alle fumetterie che lo avevano già ordinato, spesso eccedendo nei quantitativi secondo una logica distorta di questo periodo. L'evento che segna questa situazione e che viene indicato come l'inizio del collasso del mercato fumettistico la miniserie-evento Deathmate.

### Deathmate: l'inizio del declino (1994)
Durante gli anni novanta si diffondono rapidamente i crossover tra diversi editori, albi nei quali si fanno incontrare personaggi di case editrici differenti come per esempio Batman (DC) che condivide una o più storie con il Punitore (Marvel). Questa pratica sembra accentuarsi maggiormente con l'inizio della crisi del mercato ma paradossalmente è proprio un crossover tra due case editrici in espansione come la Valiant e la Image a segnare l'inizio della fine del boom del mercato fumettistico dei primi anni novanta.
Il progetto nasce da un'idea di Jim Lee e Steve Massarsky i quali vogliono creare una miniserie nella quale far incontrare i personaggi delle due neonate case editrici. Il tutto viene pubblicizzato come il più grande evento fumettistico della storia, un'opera che vedrà incontrarsi personaggi che hanno rivaleggiato nelle classifiche di vendita con i personaggi Marvel e DC. Il tutto viene dato in gestione a Bob Layton il quale deve supervisionare la realizzazione di una miniserie che presenta un albo di prologo e uno di epilogo, mentre i quattro numeri centrali sono leggibili singolarmente e ne vengono realizzati 2 da artisti Image e due della Valiant, per un totale di tre ciascuno se si contano l'epilogo e il prologo. Inizialmente l'evento suscita un notevole interesse e gli ordini sono molto alti ed arrivano a superare il mezzo milione di copie ma, mentre gli albi realizzati dalla Valiant sono tutti consegnati più o meno in tempo entro la fine del 1993, la Image non riesce a finire i suoi. Difatti questi albi usciranno con 5 o 6 mesi di ritardo quando ormai i lettori e gli stessi speculatori di mercato hanno perso interesse alla miniserie. Il danno più grande viene fatto ai negozi specializzati come i comic shop, che spinti dalle grande attese ne avevano ordinano copie in eccesso e che ora si ritrovano nei magazzini migliaia di fumetti invenduti e senza alcun mercato secondario dove smerciarli. All'improvviso ci si comincia a rendere conto che gli albi Image potrebbero non avere quel bacino di utenza che ci si aspettava e che soprattutto, senza l'acquisto massiccio di albi da parte di singoli speculatori, le stime di vendita vanno riviste. Il punto è che anche il mercato dell'usato è ormai saturo e non si riesce più a guadagnare rivendendo un albo di cui esistono centinaia di migliaia di copie. Il contraccolpo è durissimo per i rivenditori e migliaia di comic shops chiudono tra il 1994 e il 1995. La crisi è ormai generale, anche se la miopia dei distributori e degli editori porta il mercato ad una espansione ancora per un paio di anni fino al 1996.
La colpa di ciò non è certo imputabile alla Image o al nefasto Deathmate crossover ma gli elementi in gioco sono diversi e colpiscono tutti indifferentemente, portando la stessa Marvel a dichiarare bancarotta nel 1997. Da questo punto in poi per la Image inizia un declino irreversibile che porterà ad un drastico ridimensionamento nelle aspettative di guadagno per chi decide di realizzare i fumetti sotto tale logo.

### Il caso Rob Liefeld (1995-1997)
Il successo ottenuto nell'anno del debutto fa presagire una storia di trionfi per il nuovo fumetto indipendente e si comincia a credere alla possibilità di rompere il dominio sul mercato del duopolio Marvel-DC. Le vicende della Image prendono però una piega per certi versi inaspettata in quanto da un lato viene travolta dal crollo del mercato fumettistico (1995-1996) e dall'altro si ritrova ad affrontare i capricci e l'incapacità gestionale dei suoi artisti e fondatori. L'esempio emblematico si ritrova nella storia del suo fondatore principale e cioè Rob Liefeld. Questi sembra perdere progressivamente di vista il suo ruolo di fumettista e comincia a frequentare certi ambienti di Hollywood dove spera di fare un mucchio di soldi grazie alla trasposizione cinematografica delle sue opere. Nel 1995 però l'interesse per i fumetti Image, e soprattutto i personaggi degli Extreme Studios sembra evaporare, le vendite della casa editrice sono in continua discesa e ormai soltanto Spawn riesce a rimanere nella top 10 degli albi più venduti, Con una mossa clamorosa e alquanto inaspettata, a fine del 1995 Liefeld acquisisce la licenza per pubblicare i fumetti su una serie televisiva di fine anni settanta quale Battlestar Galactica e le cui royalty sono a buon mercato (siamo in un periodo che precede il reboot di Ronald D. Moore). Ciò che sorprende è che la prima miniserie viene però distribuita sotto il logo Maximum Press e non Image, la casa editrice da lui stesso co-fondata solo tre anni prima. Nel 1996 viene realizzato un sequel e sono lanciate nuove serie Maximum Press quali Avengelyne, che riprende la moda dei "bad girls' comics" dell'epoca, Warchild di ambientazione fantasy e la serie creator-owned Black Flag di Dan Fraga. Il progetto apre una frattura con gli altri partner Image e Rob viene accusato dai suoi soci di aver sottratto alla cassa comune della Image dei soldi poi utilizzati per promuovere delle serie Maximum Press e per aver risanato dei debiti personali. Rob aveva infatti la facoltà di firmare assegni per la Image dal momento che ricopriva le cariche di direttore esecutivo, direttore finanziario e responsabile di segreteria dell'azienda. Inoltre gli viene imputato di aver usato lo staff in forza alla Image per lavorare al marketing, i logo, i titoli e i poster della sua nuova casa editrice. Marc Silvestri arriva a lasciare la Image (nel giugno 1996) con la sua Top Cow Comics perché sostiene che Rob abbia cercato di sottrarre ai suoi studios artisti di punta quali Michael Turner. Silvestri rientrerà solo dopo che Rob avrà lasciato la Image. Il 4 settembre 1996 Rob viene infatti cacciato all'unanimità dagli altri partner della casa editrice, anche se tecnicamente consegna le dimissioni pochi minuti prima dell'annuncio della loro decisione. Questo è però solo l'inizio di una causa legale che vede la Image accusare Liefeld di aver rubato e lo stesso Liefeld fare causa per danni alla Image chiedendo 7.600.000 dollari. Non si è mai saputo chi avesse torto o ragione in quanto la causa viene chiusa nel 1997 con un accordo privato i cui dettagli non sono resi pubblici. Liefeld si lamenta di essere stato estromesso dalla casa editrice che lui stesso per primo aveva voluto e accusa i suoi ex-partner di aver cercato di distruggere la sua carriera. Todd McFarlane, suo caro amico e tra i primi ad appoggiarlo nel 1992, arriva a dichiarare:<<Credo che nella vita si raccoglie ciò che si semina e ora è tempo di raccolto per Rob>>. In effetti la Maximum Press è una delusione: il titolo più venduto Avengelyne non è nella top 40 degli albi più venduti, la miglior posizione per un albo di Battlestar Galactica è al 78º posto. Dopo neanche due anni di vita la Maximum Press vede la sua fine, non senza conseguenze per la posizione editoriale della Image e gli equilibri interni tra i soci fondatori.

### Crisi interna (1997-1999)
Il caso Rob Liefeld, primo fondatore ad abbandonare, non è in ogni caso che la punta dell'iceberg di una situazione interna di difficile gestione. Il primo e più grande problema rimane l'incapacità degli artisti di rimane focalizzati sui loro progetti di lavoro come fumettisti: a due anni dal debutto solamente Erik Larsen realizza i disegni della sua serie The Savage Dragon. Gli altri fondatori sono distratti da altri aspetti del business e non riescono a mantenere fede alle date di consegna delle loro serie. Questo fa perdere interesse ai lettori e crea una pericolosa situazione nel mercato che si vede saturato da una quantità sempre maggiore di materiale annunciato dai distributori e poi di fatto distribuito con diversi mesi di ritardo.
Todd McFarlane perde presto interesse nella realizzazione dei disegni di Spawn e preferisce dedicarsi alla fondazione e all'ampliamento della sua linea di giocattoli e merchandising incentrata sulle Action Figures. Allo stesso tempo rimane sempre più coinvolto nei contratti e nella realizzazione dei cartoni animati e di un film cinematografico sulla sua creazione. Marc Silvestri non è da meno e comincia a diradare fin dall'inizio la frequenza delle uscite delle serie a fumetti del suo studio, attratto anche lui dalle sirene di Hollywood. Marc arriva a dire che non ha senso produrre una serie a fumetti se poi non riesci a ricavarne un guadagno vendendone i diritti a qualche casa cinematografica.
Jim Valentino riesce a rimanere più sobrio e cerca di convincere i suoi soci a puntare sulla ricerca di nuovi talenti e nuove idee senza necessariamente inseguire la moda dei supereroi o cercando a tutti costi un'idea che sia vendibile a qualche casa di produzione cinematografica o a qualche network televisivo. Come contrappunto delle sue decisioni arriva a smettere di disegnare il suo personaggio Shadowhawk e si dedica ad un'opera in bianco e nero dal titolo A touch of Silver, molto lontana dai canoni Image visti sino ad allora.
La situazione interna della Image è alquanto caotica e ormai difficilmente gestibile, anche dopo il crollo delle vendite dell'intero settore a metà degli anni novanta. Il colpo più duro da incassare è però quello assestato dalla dipartita di Jim Lee che nel 1999 vende i suoi Wildstorm Studios alla DC Comics. Con lui se ne vanno oltre che fumettisti come Warren Ellis e Garth Ennis anche alcuni dei personaggi di maggior successo di pubblico e critica mai prodotti dalla Image e a queste perdite si aggiunge quella della sotto-etichetta Homage Comics con la sua pluripremiata serie Astro City. Questa mossa sembra contraddire quanto fatto e rivendicato dagli stessi fondatori della Image appena cinque anni prima. Lo stesso anno vede il direttore esecutivo Larry Mader lasciare la Image Central per lavorare in esclusiva per Todd McFarlane. La fine degli anni novanta vede quindi una Image in crisi di vendite e abbandonata da tre dei suoi fondatori (Liefeld, Lee e Portacio). A questo manca un piano di rinascita e la consapevolezza che un universo di supereroi in grado di contrastare quello Marvel e DC non è che un'utopia. Inoltre sembra che nessuno voglia prendere il posto di Mader come gestore e amministratore della casa editrice. Jim Valentino si offre volontario per il ruolo assumendo ufficialmente l'incarico di "publisher" (o editore). Il suo obbiettivo è chiaro: bisogna provare nuove strade e portare alla Image nuovi autori e artisti. Si apre quindi una nuova epoca dove la Image comincia a diversificare notevolmente i generi dei fumetti proposti (allontanandosi dal mainstream supereroistico), si aumenta la qualità dei testi e, in generale, delle storie proposte. Valentino vuole fortemente dare alla casa editrice un volto più maturo e una maggiore affidabilità nel rispettare i tempi di distribuzione dei singoli albi, il tutto contrassegnato da scelte più audaci e alternative a livello di contenuti.

## L'epoca di Jim Valentino (1999-2004)
(Todd McFarlane)
Nel 1999 Jim Valentino viene scelto come Editore della Image, ruolo che di fatto non è mai stato assegnato a nessuno prima. Sostituisce Larry Mader che però è stato designato come direttore esecutivo (e non editore) tra il 1993 e il 1999. Tra i suoi incarichi vi è la direzione della Image Central, l'organo preposto alla pubblicazione di tutti quei fumetti che non rientrano sotto la produzione-supervisione degli studios dei fondatori rimasti e cioè la Todd McFarlane Productions, la Top Cow di Marc Silvestri e la Highbrow di Erik Larsen. Secondariamente ha anche il delicato ruolo di mantenere l'armonia tra lui e i tre partner, cercando di ridare credibilità alla Image attraverso un maggior impegno nel mantenere le date di consegna del materiale sollecitato. Per rispetto e dedizione al suo nuovo incarico Valentino riniuncia a dirigere e pubblicare nuovi albi per la sua etichetta Shadowline che riprenderà le pubblicazioni nel 2005.
La casa editrice si trova in un momento delicato, il mercato fumettistico è ancora in declino dopo la bolla speculativa dei primi anni novanta e l'abbandono di Jim Lee e Rob Liefeld sembra segnare l'inizio della fine per la Image. Il compito di Valentino è arduo, ma sia lui sia Todd e Erik sono i più convinti sostenitori della necessità di mantenere la Image come il terzo editore del mercato fumettistico statunitense e difatti nel 1999 riescono comunque a distribuire circa trenta titoli ogni mese. Questo è da attribuire Jim Valentino e alla sua pronta riorganizzazione della casa editrice cui segue il lancio di nuove proposte editoriali. Ciò che è singolare è il fatto che inizialmente Todd McFarlane si era fortemente opposto a farlo partecipare alla fondazione della Image nel 1992. Secondo quanto riportato da Rob, Todd riteneva Valentino un artista mediocre, non all'altezza dei nuovi standard richiesti ai disegnatori della Image. Tra l'altro Jim è l'unico a non aver lavorato su un titolo Marvel di grande successo, difatti prima di diventare partner Image realizzava la serie Guardians of the Galaxy, con risultati di vendita non certo eclatanti. Nonostante ciò Rob lo aveva voluto tra i fondatori per la sua esperienza nel mercato indipendente dei fumetti e a questo si aggiunge la sua capacità di guardare oltre l'orizzonte del fumetto supereroistico e individuare artisti con nuove idee e progetti che non siano legati ad eroi in calzamaglia. Questo nuovo approccio cambia in pochi anni il volto della casa editrice tanto da arrivare a rivedere completamente l'approccio Image Style. Se negli anni novanta la Image è stata ben riconoscibile per i suoi eroi di nuova generazione e l'approccio grafico innovativo e ipertrofico, ora Valentino mette al centro del suo programma editoriale lo sviluppo di progetti alternativi e la ricerca di nuovi autori. Le sue capacità in questo tipo di selezione fanno sì che alla Image arrivi una nuova generazione di autori che si imporranno al grande pubblico negli anni duemila, tra questi Mike Wieringo (con la saga fantasy Tellos), Joshua Dysart, Tony Daniel, Judd Winnick, ai quali si aggiungono le opere di fumettisti già affermati quali Matt Wagner e Don McGregor. I due autori emergenti destinati a divenire più celebri sono Robert Kirkman e Brian Michael Bendis. Il primo lancia tra il 2002 e il 2003 diversi nuovi personaggi e serie regolari quali Tech Jacket, Capes, Brit, Invincibile, e nell'ottobre del 2003 viene pubblicato il primo numero della serie regolare The Walking Dead. Nessuno sembra aspettarsi molto da questa ennesima storia sugli zombie, peraltro disegnata in bianco e nero da Tony Moore, ma nel corso degli anni questa diventa il simbolo della rinascita della Image, diventandone la serie più venduta e ispirando l'omonima serie televisiva di grande successo trasmessa dal canale statunitense AMC.
Per quanto riguarda Bendis, la sua importanza nella storia recente del fumetto è legata alla Marvel, specialmente per il suo lavoro su Daredevil, la creazione di Ultimate Spider-Man e l'innumerevole quantità di albi realizzati sugli Avengers e i vari spin-off. La sua ascesa inizia però proprio alla Image nel 1999 quando realizza i testi per la serie Sam and Twitch, uno spin-off di Spawn. L'anno successivo arriva la serie regolare di sua creazione (insieme a Michael Avon Oeming) dal titolo Powers, pubblicazione che gli garantisce un notevole successo della critica e le attenzioni dei grandi editors tra cui Joe Quesada della Marvel. La serie viene pubblicata per la Image fino al 2004, ma a partire da quell'anno Bendis firma un contratto in esclusiva con la Marvel e la serie viene trasferita alla neonata etichetta Icon Comics. Si tratta di un Imprint con il quale la Marvel garantisce anche la distribuzione dei fumetti i cui diritti rimangono agli autori. Si tratta evidentemente di una mossa tramite la quale il redattore in capo Quesada vuole assicurarsi le prestazioni lavorative dei migliori scrittori e artisti creandogli uno spazio nel quale possano continuare a pubblicare le opere di loro creazione a patto che poi si cimentino anche sui personaggi dell'Universo Marvel quali i Vendicatori, Spider-Man e via dicendo.
Non tutti gli autori e artisti voluti da Valentino riescono ad avere il successo riscosso da Bendis e Kirkman, ma riesce comunque a dare una nuova e definitiva prospettiva alla casa editrice. Nasce infatti la convinzione che la Image possa dare supporto e visibilità ad una nuova generazione di autori indipendenti, anche se le loro creazioni si rivolgono ad un pubblico di nicchia. Ne è esempio l'artista britannico Paul Grist, nominato due volte per il Will Eisner Award, che tramite la Image lancia negli Stati Uniti il suo personaggio Jack Staff, pubblicato nel Regno Unito dal 2000. La serie debutta nel 2003 e non riesce a riscuotere grande successo nonostante venga rilanciata nel 2010 con il titolo The weird world of Jack Staff. Nel 2011 Paul Grist lancia la nuova serie regolare Mud Man, sempre per la Image, incentrata sulle avventure di un improbabile supereroe i cui poteri sono quelli di trasformarsi in fango. Le opere pubblicate da "Publisher Image" di cui Valentino si sente più orgoglioso sono: Ministry of Space, The Pro (di Garth Ennis e Amanda Conner), le ristampe in "Hardcover" (o edizione cartonatata) di Leave it to chance (di James Robinson), Invincible (di Robert Kirkman), Noble Causes, il formato unico e innovativo del Cloak Maker di Jim Krueger, quello altrettanto inusuale del Liberty Meadows di Frank Cho (pubblicato in origine come striscia a fumetti), e la volontà editoriale di portare a termine la serie Distant Soil e la saga epico-storica del fumetto Age of Bronze.

## Erik Larsen come editore (2004-2008)
Nonostante gli sforzi e le iniziative di Jim Valentino, l'Image subisce un crollo delle vendite e della sua posizione di mercato. Nel 1999 poteva ancora contare sul 10,22% di quota di mercato calcolata sulle vendite totali espresse in dollari, mentre nel 2004 la quota si riduce intorno ad un misero 3,94%. Esemplificativa è la situazione del titolo Spawn, il più longevo e continuativo dalla fondazione della casa editrice, che si ritrova a raccogliere 30 000 copie vendute mentre nel 1999 era più o meno stabile sulle 100.000. Larsen dovrebbe rappresentare il tentativo di ritornare alle origini e aumentare una quota di mercato che è ai minimi storici per la Image. Nonostante le aspettative il nuovo editore si limita a portare avanti i progetti già avviati dalla gestione precedente e non si distingue per una convincente ristrutturazione della casa editrice e un rinnovamento a livello artistico e creativo. L'unica serie regolare di un certo interesse iniziata in tale periodo e che dura tuttora è Godland dell'autore Joe Casey, opera di ispirazione Kirbyana. A questa si aggiunge la miniserie Fell di Warren Ellis e il ritorno a crossover con altri editori, moda esplosa durante la crisi degli anni novanta. Particolarmente attivo su questo fronte è la Top Cow di Marc Silvestri che vede la pubblicazione di The Darkness/Superman, The Darkness/Vampirella, Magdalena/Daredevil, Cyberforce/X-Men, Withcblade/Wolverine, Witchblade/Punisher e altri ancora.
Anche se con meno successo di Jim Valentino, Larsen cerca di lanciare nuovi autori e tra questi quello che si distingue maggiormente per le sue storie e il successo riscosso è Jonathan Hickman. Questi debutta come autore di fumetti nel 2006 con la miniserie The Nightly News, seguita nel 2007 da un'altra miniserie dal titolo Pax Romana. L'abilità di Hickman viene subito notata dalla Marvel Comics che dal 2009 gli affida i testi di una nuova serie regolare Secret Warriors e il prestigioso ruolo di scrittore della serie storica Fantastic Four. Tutto questo a meno di tre anni dal suo debutto nel campo dei fumetti. Hickman rimane sempre fedele all'editore che lo ha lanciato e tuttora realizza per la Image le opere con personaggi da lui creati non percorrendo la strada di altri autori Marvel che invece decidono di pubblicare le loro creazioni per l'imprint Icon Comics, di proprietà della stessa Marvel.
Uno degli obiettivi principali di Larsen sembra essere quello di riunire i soci fondatori della Image. Ormai è impossibile convincere Jim Lee a tornare visto che i suoi studios sono di proprietà della DC Comics, ma Erik si adopera per il ritorno del principale ispiratore della Image e cioè Rob Liefeld. Il ribelle Rob è ormai una stella cadente del panorama fumettistico americano, soprattutto dopo i numerosi fallimenti delle etichette da lui create quali Maximum Press, Awesome Entertainment e Arcade Comics. Nei primi anni novanta era il disegnatore di riferimento di un'intera generazione, ma ora i suoi albi non fanno più presa sul pubblico degli anni duemila e i tempi sembrano maturi per una riconciliazione con McFarlane e Silvestri. Larsen riesce a mediare e i personaggi degli Extreme Studios rientrano sotto l'ombrello della Image anche se Rob deve accettare un ruolo subalterno, difatti le sue serie saranno pubblicate per l'Image Central e non potrà più essere Partner della casa editrice. Il ritorno, dopo quasi 12 anni dalla rottura, avviene con il lancio di Youngblood (Vol.3/terza serie) i cui testi vengono affidati però a Joe Casey e i disegni a Derec Donovan, Liefeld realizza delle variant cover (o copertine alternative) per la serie. Il suo primo lavoro ai disegni avviene con il n.8 (marzo 2009), si tratta di un albo che vede la copertina dedicata al neoeletto presidente Barack Obama. Con Youngblood (Vol.3) n.9 (luglio 2009) Rob realizza testi e disegni togliendo la serie a Casey, ma si tratta dell'ultimo albo dell'ennesima serie fallita sul rilancio dei suoi personaggi. Difatti Youngblood (Vol.3) n.1 si piazza solo al 140º posto della classifica di vendite dei distributori Diamond con appena 14361 copie vendute e non ottengono più successo gli albi seguenti. Al debutto nel 1992 Youngblood era stato l'albo di un editore a fumetti indipendente più venduto nella storia sino a quel momento.
Larsen nella sua posizione di editore non riesce a risollevare la quota di mercato della Image, che si indebolisce ulteriormente portandosi al 3,73% calcolato sulle vendite di mercato espresse in dollari. Non riesce quindi a sfruttare la crescita del mercato fumettistico che tra il 2004 e il 2008 passa da 450 milioni di dollari circa a oltre 700 milioni. Di fatto questa espansione è soprattutto spinta dalle vendite della Marvel Comics che supera il 40% di quota del mercato. Tra gli editori indipendenti ne esce vincitore la Dark Horse Comics che sale quasi al 6,50%, davanti alla Image e terza dopo il duopolio Marvel-DC, e la IDW che si porta a ridosso della stessa Image. In termini di fatturato, la Image riesce ad aumentare gli introiti rispetto alla gestione precedente, ma continua il declino in termini di proposte vincenti e rinnovo delle serie storiche della casa editrice. In questi anni non riesce infatti a pubblicare nessuna serie che riesca ad entrare stabilmente tra i cento albi più venduti secondo il distributore unico Diamond Comic Distributors.

## Nuovo assetto editoriale (dal 2008)
L'attuale struttura della Image e un nuovo rilancio editoriale prende corpo nel 2008 quando viene nominato Editore Eric Stephenson, mentre viene preso come nuovo partner artistico e direttore creativo lo scrittore Robert Kirkman. Questi affianca a livello creativo e manageriale i quattro fondatori tra quelli rimasti e cioè T. McFarlane, J. Valentino, E. Larsen e M. Silvestri. Percorrendo la strada già inaugurata durante la gestione di Jim Valentino, la Image cerca di sfidare il duopolio DC-Marvel puntando sulla qualità artistica, i fumetti indipendenti con idee originali e la ricerca di nuovi autori da proporre sul mercato, anche andandoli a "rubare" alle due major. Accade per esempio nel caso di Brian K. Vaughan che per la Image pubblica con successo il fumetto Saga o precedentemente con Mark Millar che per la Top Cow ha realizzato la miniserie Wanted da cui è stato tratto l'omonimo film. A questo si aggiunge anche la possibilità offerta ad autori già affermati di pubblicare opere che difficilmente sarebbero distribuite da editori interessati prevalentemente al genere mainstream dei comics, e quindi a storie di supereroi, avendo al contempo la sicurezza sulla proprietà delle proprie opere cosa da sempre offerta dalla Image. La linea editoriale differisce marcatamente da quella che si era impostata nei primi anni novanta. All'epoca l'Image era nata creando decine di nuovi supereroi da contrapporre a quelli dell'Universo Marvel e dell'Universo DC, ma ora le testate dedicate a questo genere divengono la minoranza e si punta invece su progetti alternativi e più vicini al mercato del fumetto indipendente americano (o indie comics in originale) curando maggiormente la qualità delle opere. Questo indirizzo lo si vede anche nelle vendite dove le serie di Invincible e The Walking Dead scritte dallo stesso Kirkman divengono le pubblicazioni Image più vendute tra il 2010 e il 2011. La seconda si tratta di una serie horror in bianco e nero alla quale viene dedicata una serie televisiva. L'importanza acquisita dall'autore lo porta a creare un nuovo studio creativo che si va ad affiancare a quelli diretti dai creatori storici della casa editrice. Di fatto è la prima volta che la Image acquisisce un nuovo partner dai tempi della sua fondazione nella prima metà degli anni novanta. Il nuovo studio si chiama Skybound e diviene attivo nel 2010. Di conseguenza a partire da quell'anno si ha uno nuovo organigramma che vede la funzione di Editore e supervisore generale che rimane a Eric Stephenson. Questi dirige le operazioni editoriali della casa editrice e insieme a Erik Larsen e in parte anche agli altri tre partner opera le scelte editoriali che cadono sotto il controllo della Image Central. Questo organo editoriale supervisiona di fatto tutte quelle pubblicazioni che non rientrano sotto la direzione dei singoli studi creativi e che sono quindi semplicemente distribuiti come albi Image. A sua volta intorno alla Image Central orbitano i seguenti studi creativi formati dai quattro partner ufficiali che con Kirkman formano la seguente base della Image:
- Todd McFarlane Productions, di Todd McFarlane.
- Top Cow Productions, di Marc Silvestri.
- ShadowLine, di Jim Valentino.
- Highbrow Entertainment, di Erik Larsen.
- Skybound, di Robert Kirkman.

Nel 2017 la sede della casa editrice viene spostata da Berkeley nella Bay Area a Portland. Era dal 2004 che la Image non cambiava sede e prima era stata a Fullerton, ad Anaheim e poi a City of Orange. Il 21 febbraio 2018 si tiene proprio a Portland l'Image Expo 2018 ed il Presidente Eric Stephenson si ritiene soddisfatto del trasferimento in quanto considera Portland una città fantastica e, come gli ha suggerito Mike Richardson, la definisce la Comic Book City degli Stati Uniti. Nell'area vi sono infatti le sedi di altre due case editrici di fumetti quali la Dark Horse Comics (più a sud a Milwaukie) e la Oni Press, a cui si aggiunge la prestigiosa sede della Comic Book Legal Defense fund. Durante il discorso tenutosi all'Image Expo, Stephenson sottolinea che il 2017 non solo è il 25º anno di attività della Image ma è anche stato per lei l'anno economicamente più florido dall'inizio del nuovo secolo, e il migliore da quando si è insediato nel 2008. In quell'anno la quota di mercato relativa agli albi venduti era il 3,32% mentre la quota espressa in dollari il 3,73%. Nel 2017 le quote sono arrivate rispettivamente al 10,12% e al 9,80% e questo significa che la Image è cresciuta di due terzi tra il 2008 e il 2017. Il tutto è stato ottenuto grazie alla capacità di osare nei momenti più difficili, cercando di dare fiducia a nuovi autori e artisti, soprattutto coloro che cercano di proporre nuove storie e innovativi approcci allo storytelling del fumetto stesso

Copertina della raccolta in volume di God Country di Donny Cates e Geoff Shaw. Edizione Panini Comics.

Stephenson cita l'inaspettato successo di una serie outsider quale God Country di Donny Cates e Geoff Shaw, un esempio raro di fumetto che aumenta il numero di prenotazioni, e quindi di vendite, di numero in numero. Non manca l'applauso al popolarissimo The Walking Dead di Kirkman (titolo simbolo della rinascita Image), un fumetto su cui pochi credevano quando l'autore era ancora sconosciuto e proponeva un fumetto in bianco e nero sul genere zombie. Genere e scelta grafica sembravano fuori mercato (dominato dai "coloratissimi" supereroi) ma la scommessa è stata vinta e il n.163 della serie è stato il fumetto Image più venduto degli ultimi vent'anni. Questo risultato non viene però riconosciuto dal distributore unico Diamond Comic Distributors in quanto il prezzo di copertina è stato eccezionalmente abbassato a 25 centesimi di dollaro per questo singolo albo. Tra le serie citate da Stephenson vi sono inoltre Chew, Sex Criminals, Bitch Planet, Monstress. Tali opere si basano su presupposti originali, spaziano in diversi generi e trattano temi per un pubblico adulto, rappresentando l'esempio di proposte diversificate al centro della politica editoriale Image. Una menzione particolare va alla serie regolare Sage di Brian K. Vaughan e Fiona Staples, proposta inizialmente come una grandiosa space opera, un genere che non aveva mai ottenuto molto consenso nella storia recente del fumetto. Nonostante questo la serie diventa un best seller dei comic, superando nelle vendite diversi albi dei più famosi e blasonati supereroi della DC e Marvel Comics.
Tra il 2017 e il 2018 si concretizza l'interesse per l'adattamento a serie televisive o lungometraggi dei fumetti Image. Nel 2017 viene infatti annunciato un contratto in esclusiva tra la piattaforma streaming Amazon Video con l'etichetta Skybound di Robert Kirkman. Reso famoso dalla sua serie The Walking Dead (adattata da AMC in una serie record di ascolti), Kirkman ora collaborerà in esclusiva con Amazon per la creazione di serie televisive ispirate ai fumetti Skybound (pubblicati da Image). I progetti sviluppati per Amazon Video sono supervisionati da Brian and Sean Furst, oltre che dallo stesso Kirkman e da David Alpert (co-fondatore dell'imprint). L'espansione dell'etichetta Image nel campo dell'entertainment multimediatico è confermato dall'apertura della Skybound North a Vancouver, diretta da Catherine Winder (ex animation executive della Lucasfilm). Anche Netflix, piattaforma streaming concorrente di Amazon Video, annuncia che si è assicurata i diritti per l'adattamento di alcuni personaggi dell'Extreme Universe di Rob Liefeld. Il contratto prevede la produzione di film originali Netflix che vedranno come produttori lo stesso Liefeld, Brooklyn Weaver e Akiva Goldsman. Il primo titolo prodotto dall'Extreme Studios di Rob Liefeld è lo storico Youngblood n.1 (del 1992) che segna anche la nascita della Image Comics ed andrà a comporre un universo fumettistico, noto come Extreme Universe, composto (al 2018) da oltre 50 personaggi originali. Di questi, però, Netflix ha i diritti solo su quelli delle serie: Brigade, Bloodstrike, Cybrid, Re-Gex, Bloodwulf e Kaboom. Paradossalmente rimane escluso il team della serie principale ovvero Youngblood e alcuni dei titoli più acclamati dalla critica quali Glory, Prophet e Supreme, quest'ultimo reso celebre da un memorabile ciclo di storie degli anni novanta scritte da Alan Moore e vincitrici di un Eisner Award.
A partire dal 2018, la Image diviene partner della piattaforma in streaming Netflix in quanto quest'ultima ha acquisito l'etichetta Millarworld ideata da Mark Millar e che debuttò proprio sotto l'egida della Image nel 2003 con la miniserie Wanted. Netflix acquisisce gran parte delle opere finora pubblicate dal Millarworld e diviene proprietaria dei diritti su tutti i futuri progetti realizzati da Mark Millar. Restano escluse quelle serie già opzionate da altri studios e che hanno già avuto una trasposizione cinematografica. Queste riguardano il franchise legato ai fumetti di Kick-Ass, Wanted, e The Secret Service. Per quanto riguarda il resto della libreria Millarworld ha invece l'intenzione di usufruirne attraverso adattamenti in serie televisive, film e serie d'animazione da rendere disponibile in esclusiva sulla piattaforma streaming a pagamento. Per quanto riguarda la distribuzione e il marketing delle nuove serie e di quelle già disponibili in catalogo si appoggia alla Image Comics che diviene quindi la casa editrice per la linea editoriale di Netflix. Tra l'altro l'Image distribuirà anche le nuove serie riguardanti Kick-Ass, Hit-Girl (spin-off di Kick-Ass) e The Secret Service. La prima nuova serie ad essere distribuita sotto la partnership Netflix/Image è The Secret Service creta da Mark Millar e Oliver Coipel e distribuita a partire dal 13 giugno 2018. Per quanto riguarda i titoli Millarwold non gestiti da Netflix, la Image distribuisce la nuova serie Kick-Ass a partire dal 14 febbraio 2018 mentre la serie su Hit-Girl debutta il 21 febbraio. Si tratta di serie regolari mensili, le prime di questo tipo ad essere pubblicate per il Millarwold, le cui pubblicazioni avevano finora adottato il formato delle limited-series (o "miniserie").

Copertina tratta dall'albo originale "Spawn" n.301, numero record per una serie regolare indipendente (in corso/ongoing series). Disegno di Todd McFarlane e Greg Menzie. Edizione italiana © 2020 Panini Comics Spa.

Il 2019 porta la Image a stabilire un record nella storia del fumetto indipendente statunitense. Il 28 agosto viene infatti distribuito il n.300 della regolare Spawn creata da Todd McFarlane nel 1992, divenendo il più longevo fumetto regolare prodotto da una casa editrice indipendente nella storia dei comic book. Di fatto con il trecentesimo albo eguaglia il Cerebus the Aardvark di Dave Sim, di cui l'albo #300 era stato pubblicato nel 2004, numero conclusivo di quella storica serie. Tale record viene però battuto il 9 ottobre 2019 con la distribuzione del n.301 di Spawn che continua la sua marcia e migliora le sue vendite anche grazie alla risonanza data al nuovo record per una "ongoing series" del mercato indie. McFarlane sfrutta al meglio il suo nuovo primato sottolineando la validità di un personaggio che entra di diritto nella storia del fumetto, definito Historic Landmark dalla stampa specializzata (e non solo). Inoltre rende lo stesso albo un numero speciale e celebrativo (di 72 pagine). Per l'occasione la storia viene scritta a quattro mani da Todd e il top writer Scott Snyder e ai disegni collaborano una pletora di grandi artisti quali Greg Capullo (al ritorno su Spawn dopo 18 anni), Jason Shawn Alexander, J. Scott Campbell e Jerome Opena. Non mancano le edizioni con copertine alternative (o variant cover) di cui ne vengono annunciate 10. La Image può vantare anche un'altra serie regolare pubblicata ininterrottamente dal 1993 e il cui personaggio debutta nel suo anno di fondazione (il 1992). Si tratta di Savage Dragon di Erik Larsen che nel mese in cui Spawn raggiunge il n. 300, si vede avviato a celebrare il 250° numero. Ad agosto 2019 esce infatti il numero 248. Bisogna sottolineare che, a differenza di McFarlane, Larsen si è sempre occupato (testi e disegni) del suo "dragone selvaggio", iconico personaggio pubblicato dall'anno della fondazione della Image (nel 1992 come limited-seris). In questo aspetto è riuscito a mantenere un impegno verso la sua opera molto simile a quello si Dave Sim per Cerebus, totale controllo creativo, continuità stilistica e una storia che non ha subito reboot/rilanci dal n.1/interruzioni-sequel/reimagining. Per quanto riguarda le creazioni iniziali degli altri sette fondatori, vi è da segnalare che anche Marc Silvestri ha sempre cercato di mantenere in vita il suo universo narrativo (che ruota intorno a Cyberforce) ma in maniera discontinua e affidandosi a molteplici autori e artisti. Tra il 2018 e il 2019 è uscita l'ennesima rivisitazione della serie (o reimagining) ormai arrivata alla quinta serie (reboot/sequel) e affidata a Bryan Hill e Matt Hawkins per i testi, Atilio Rojo ai disegni.

## Gli anni duemila e venti (dal 2020)
(Steve Huston)
Da 12 anni il nuovo organigramma della casa editrice vede Eric Stephenson come Publisher, Todd McFarlane Presidente, con al centro la Image Central intorno alla quale sussistono i 5 studios formati dai partner Erik Larsen, Marc Silvestri, Jim Valentino, Robert Kirkman e lo stesso McFarlane. Si tratta del periodo più lungo nel quale la Image ha saputo strutturarsi e organizzarsi senza polemiche e separazioni tra i soci fondatori o cambi sostanziali a livello dirigenziale. Questo ha permesso di dare una grande affidabilità alla casa editrice, divenuta de facto il punto di riferimento per il mercato fumettistico indipendente e le opere creator-owned. Ciò ha contribuito ad aumentare l'afflusso di molti grandi autori verso la Image, considerata uno sbocco editoriale ideale per pubblicare le loro opere originali. Fattore che è stato anche favorito dalla chiusura nel 2019 dell'imprint Vertigo (della DC Comics), che permetteva agli autori DC di pubblicare i fumetti creator-owned. La stessa Marvel ha interrotto le pubblicazioni della Icon Comics, etichetta autonoma preposta allo stesso obiettivo, agevolando quindi un esodo di nuove idee e produzioni originali verso la Image (terzo polo del mercato) ma anche verso la Dark Horse Comics, Boom!Studios e altri autori indipendenti. Nonostante il dominio del duopolio Marvel/DC sia ancora incontrastato per quanto riguarda le vendite degli albi delle serie regolari, l'espansione del mercato dei volumi brossurati (o Trade Paperback) e cartonati (o Hardcover) sta premiando in misura sempre maggiore le raccolte delle serie Image. Si tratta di volumi che raccolgono serie o limited-series con una loro continuity interna e non ruotano intorno ai supereroi o a complicati universi narrativi quali quello Marvel e DC. Le storie narrate sono realizzate da grandi autori e artisti e i volumi in cui sono raccolte (disponibili anche nelle librerie) sono di alta qualità e vengono solitamente ristampati permettendo anche al lettore casuale di poter iniziare un'opera dal primo arco narrativo e poi procedere. Non vi è bisogno di ricercare singoli albi esauriti o conoscere una continuity pregressa come spesso accade per molti albi DC e Marvel con i loro super eroi che hanno alle spalle decenni di materiale. A questo si aggiunge la politica vincente iniziata durante la presidenza di Jim Valentino (1999-2004) che ha voluto diversificare i generi proposti spaziando dalla fantascienza all'horror e arrivando a pubblicare fumetti di autori sconosciuti e/o provenienti dal fumetto underground e dalle autoproduzioni.
Dal 2021 pubblica una nuova serie supereroistica ideata da Kyle Higgins, Radiant Black, che un anno dopo da vita a diversi spin-off appartenenti all'universo condiviso Massive-verse.
Nel 2023 esce la graphic novel di 11 numeri The Sacrificers che riscontra successo anche in Europa. Viene quindi seguita subito da una seconda serie pubblicata già a novembre 2024.

## Adattamenti in altri Media

### Animazione
- La sfera del tempio orientale: la prima serie animata dedicata ad un fumetto Image si basa sul titolo Wildcats creato da Jim Lee e debutta il 1º ottobre 1994 sulla CBS[64]. La serie viene presentata con il titolo esteso Jim Lee's WildC.A.T.s Covert-Action-Teams e dura solo tredici episodi, terminando il 21 gennaio 1995[64]. A partire dal 1998, questi personaggi appartengono alla DC Entertainment così com tutti i personaggi creati dai Wildstorm Studios di Jim Lee, ma all'epoca della creazione e trasmissione della serie d'animazione erano pubblicati dalla Image.
- The Maxx: serie d'animazione prodotta e trasmessa dal canale MTV tra l'8 aprile e il 19 giugno 1995. Si compone di 13 episodi della durata di 11 minuti ciascuno. I singoli episodi sono trasmessi come parte del programma Oddities di MTV e la serie è anche conosciuta come MTV Oddities presents The Maxx o MTV's The Maxx o Sam Kieth's The Maxx[65]. La trama riprende fedelmente quanto narrato nei fumetti e copre le storie pubblicate su Darker Image n.1, The Maxx n.1/2, e i primi 11 numeri della serie regolare The Maxx di Sam Kieth. La tecnica d'animazione vede un ampio uso di CGI e di inquadrature riprese direttamente dalle tavole originali realizzate per le storie a fumetti[66].
- Savage Dragon: serie d'animazione prodotta e trasmessa dal canale statunitense USA Network. Debutta il 21 ottobre 1995 e dura due stagioni di 13 episodi ciascuna. La prima stagione termina 17 gennaio 1996 mentre la seconda inizia il 18 settembre 1996 e termina il 18 dicembre dello stesso anno[67]. Il protagonista è Savage Dragon di Erik Larsen a cui si aggiungono altri comprimari visti anche sulla serie a fumetti. La trasposizione animata non riscuote molto successo e risulta avere un tono alquanto infantile. Riesce però a cogliere in parte gli aspetti umoristici e grotteschi dei personaggi di Larsen[68].
- Spawn: serie d'animazione prodotta e trasmessa dal canale statunitense HBO. Debutta il 16 maggio 1997 e dura tre stagioni per un totale di 18 episodi, terminando il 22 maggio 1999. La serie è supervisionata dallo stesso McFarlane (in veste di produttore esecutivo) e riprende fedelmente le vicende narrate sul fumetto. La trama vede il soldato Al Simmons ucciso a tradimento da un sicario. Lo spirito di Simmons non si dà pace e stringe un patto con il diavolo Malebolgia poiché vuole tornare a vivere per vendicarsi e rivedere la propria famiglia. Da qui la trasformazione in Spawn che gli permette di tornare sulla terra, ma non più come essere umano, bensì come un soldato infernale, o Hellspawn, nell'esercito degli Inferi in continua lotta con le armate del Paradiso per l'anima dell'uomo. La serie animata non solo rispecchia gli avvenimenti e i personaggi del fumetto ma riesce a mantenere i toni cupi e le scene violente della serie originale Image[69]. Difatti il programma è indirizzato ad un pubblico adulto e non viene realizzato per compiacere un'audience adolescenziale (fatto abbastanza raro nei cartoons statunitensi degli anni novanta). La serie vince un Emmy Award come miglior serie d'animazione (o Emmy for Outstanding Animated Program in originale)[11].
- Invincible, serie animata prodotta da Amazon nel 2021.

### Film
- Spawn: il primo lungometraggio cinematografico tratto da un fumetto Image esce il 1º agosto 1997 e si basa sull'ormai celebre personaggio di Todd McFarlane. Il film è diretto da Mark A.Z. Dippé e viene distribuito dalla New Line Cinema[70]. A fronte di un budget stimato di 40 milioni di dollari, l'incasso totale è di $87.949.859[70].
- Witchblade: la Top Cow Productions insieme agli Halsted Studios e la Warner Bros. produce un film per la TV sulla supereroina dell'omonima serie a fumetti creata da Marc Silvestri con il contributo grafico di Michael Turner. Il lungometraggio, diretto da Ralph Hemecker, viene trasmesso il 27 agosto 2000 dal canale statunitense TNT e riscuote un discreto successo. Data l'accoglienza positiva, la TNT commissiona la realizzazione di una serie televisiva da mandare in onda a partire dal 2001. La protagonista è Yancy Butler, nel ruolo di Witchblade e del suo alter ego Sara Pezzini. L'attrice viene riconfermata anche nel cast della serie TV. In Italia il film viene trasmesso da Italia 1 il 14 giugno 2004[71].
- Wanted: film diretto da Timur Bekmambetov e distribuito a partire dal 27 giugno 2008. Il soggetto si basa liberamente[72] sulla miniserie Wanted di Mark Millar (testi) e J.G.Jones (disegni), realizzata per la Image sotto l'Imprint Top Cow Productions. Il cast vanta attori quali James McAvoy come Allan Gibson, Angelina Jolie come Fox e Morgan Freeman come Sloan. Si rivela essere un successo commerciale che incassa globalmente $ 341.433252 e ottiene due nomination ai premi Oscar[73]. In Italia esce il 2 luglio 2008 con il titolo Wanted - Scegli il tuo destino, incassa € 3.850.000[72] e rimane a tuttora il film cinematografico di maggior successo realizzato su un fumetto Image. Difatti supera di quasi quattro volte l'incasso del precedente film cinematografico Spawn e si pone al 31º posto (come incassi) nella classifica dei film basati su opere a fumetti (realizzati dal 1978 ad oggi)[74].
- I Kill Giants, regia di Anders Walter (2017). Il lungometraggio si basa sull'omonimo fumetto di Joe Kelly (testi) e Ken Niimura (disegni). Lo stesso Joe Kelly si occupa della sceneggiatura ed è anche co-produttore[56]. Questo rende il film una fedele riproduzione dell'opera cartacea ed ottiene un unanime consenso sia da parte della critica e sia dei lettori del fumetto[56]. Kelly si dichiara soddisfatto dell'adattamento e dichiara: <<Se riesci a connetterti ad una persona che si immedesima nel film perché si rivede in Barbara (la protagonista) e nel suo viaggio emotivo, percependolo a un livello viscerale, allora sono (in quanto autore) un super-felice traghettatore>>[56].

### Serie TV
- Witchblade: Dopo il film trasmesso nel 2000, il canale TNT commissiona una serie televisiva sulla supereroina di Marc Silvestri. La serie mantiene invariato il cast che vede sempre Yancy Butler nel ruolo della protagonista. La prima stagione debutta negli Stati Uniti il 12 giugno 2001 per un totale di 11 episodi e si conclude il 21 agosto dello stesso anno[75]. La serie viene rinnovata per una seconda e ultima stagione composta di 12 episodi trasmessi tra il 16 giugno e il 26 agosto 2002[75]. In Italia i 23 episodi totali vengono trasmessi da Italia 1 nel 2004[75].
- The Walking Dead: serie trasmessa dal canale televisivo AMC a partire dal 31 ottobre 2010 e che debutta in Italia il giorno dopo sul canale Fox. Si basa sul fumetto The Walking Dead di Robert Kirkman il quale partecipa alla realizzazione del programma realizzando anche le sceneggiature di alcune puntate. La fedeltà alle vicende del fumetto entusiasma i lettori della serie Image ma soddisfa anche la critica e gli ascolti televisivi. Difatti The Walking Dead riesce addirittura ad aumentare il numero dei telespettatori tra la prima e la seconda stagione (in programma tra il 2011 e il 2012)[76]. Il successo della serie e la cura nell'adattamento del fumetto alla produzione televisiva segna un apice mai raggiunto nelle trasposizioni precedenti (sia di pubblicazioni dei due colossi Marvel e DC sia di altri editori minori) e questa porta The Walking Dead ad essere considerata la miglior serie televisiva tratta da un fumetto mai trasmessa prima[11]. A questo si aggiunge anche il riscontro positivo a livello di vendite in quanto il fumetto di Robert Kirkman ha aumentato le vendite nel corso del 2011 e rimane in quell'anno il comic book più venduto tra quelli prodotti dalla Image[77]. La terza stagione viene trasmessa a partire dal 14 ottobre 2012 con l'episodio Seed che segna un record di ascolti assoluto per la stagione 2012 sia tra i grandi broadcaster sia i cable network (di cui la AMC fa parte)[78]. I dati di ascolto superano i 15 milioni di ascolti (tra diretta e repliche in serata) e la serie diviene un punto di riferimento per l'intrattenimento televisivo seriale[78]. La quarta stagione debutta negli Stati Uniti il 13 ottobre 2013 e viene trasmessa in Italia il giorno dopo su Fox[79]. Il primo episodio della quarta stagione non ha deluso le aspettative, totalizzando più di 16 milioni di ascolto (record per la serie finora)[80]. La quinta stagione debutta negli Stati Uniti il 13 ottobre 2014 (e in Italia il giorno dopo) e totalizza 17,3 milioni di spettatori (nuovo record per la serie)[81]. Lo show riesce a battere negli ascolti anche le popolarissime partite di football americano della domenica sera trasmesse dai canali generalisti quali NBC e FOX e divenendo il fenomeno mediatico del momento[81]. Dopo la trasmissione della prima puntata viene anche messo in onda un talk show dal titolo Talking Dead che totalizza quasi sette milioni di telespettatori[81]. Il successo della serie televisiva si ripercuote direttamente sulle vendite della serie a fumetti. L'albo The Walking Dead n.132 distribuito nello stesso mese (ottobre 2014) risulta essere il più venduto negli Stati Uniti superando tutti gli albi delle pubblicazioni Marvel e DC[82]. Lo stesso risultato era stato ottenuto l'anno precedente con il n.115 (ottobre 2013), distribuito con il debutto della quarta stagione[83]. La serie di Kirkman è diventata anche un fenomeno per il merchandising. Nello stesso mese la rivista a lei dedicata The Walking Dead Magazine è al secondo posto tra quelle distribuite dalla Diamond Comic Distributors (il distributore unico per il mercato diretto dei comic-shop negli USA)[82], il romanzo The Fall of the Governor  (ispirato allo show televisivo) è tra i più venduti e la linea di action-figures sui personaggi della versione televisiva riscuote enorme successo[83]. Tra i prodotti di merchandising si evidenzia il primo posto nelle vendite tra giochi da tavolo del Monopoly e del Risk ispirati alla serie, denominati The Walking Dead Survival Edition[82]. La sesta stagione debutta domenica 11 ottobre 2015 negli Stati Uniti e il giorno dopo sul canale Fox in Italia[84]. Gli ascolti rimangono alti (per un totale di 14,6 milioni di spettatori) ma non battono quelli della première della quinta stagione[84]. La serie resta la più seguita della stagione televisiva statunitense (cioè dal 21 settembre) e la Fox International Channels annuncia che gli ascolti internazionali sono migliorati di circa un 17% rispetto all'anno precedente[84]. Gli ascolti internazionali aumentano ulteriormente del 34% con la première della settima stagione trasmessa in 127 paesi a partire dal 24 ottobre 2016[85]. I dati di ascolto riguardano i 28 paesi dotati di un sistema di rilevamento attendibile[85]. In Italia l'incremento raggiunge il +78% di spettatori (sul canale Fox di Sky Italia) rispetto alla première della sesta stagione[85]. Dall'ottava stagione, in onda tra il 2017 e il 2018, si registra però un forte declino nei ratings di ascolto[86]. La serie arriva a scendere sotto i 7 milioni di telespettatori (episodio 8.10), questo non avveniva dalla seconda stagione (episodio 2.12)[86].
- Fear the Walking Dead: serie spin-off di The Walking Dead, trasmessa dal canale via cavo AMC, lo stesso responsabile della produzione della serie originale[87]. L'episodio pilota debutta il 23 agosto 2015 totalizzando oltre 10 milioni di spettatori[87]. Si tratta di una cifra record per il primo episodio di una serie televisiva trasmessa da una rete via cavo[87]. Il precedente record era stato stabilito dalla stessa AMC qualche mese prima con la serie Better Call Saul, con un risultato di quasi 7 milioni di spettatori per il pilot[87]. Anche in questo caso si tratta di uno spin-off, tratto dalla serie Breaking Bad[87]. Fear the Walking Dead batte quindi anche gli ascolti del pilot della serie originale che nel 2010 aveva totalizzato 5,3 milioni di spettatori[87].
- Outcast, debutta il 3 giugno 2016 sul canale statunitense Cinemax con una stagione di 10 episodi, in Italia arriva il 6 giugno dello stesso mese sul canale Fox. Si tratta della terza serie televisiva ispirata ai fumetti di Robert Kirkman dopo The Walking Dead e Fear The Walking Dead. Il fumetto di riferimento è Outcast, distribuito dalla Image a partire dal 2014 e pubblicato in Italia da SaldaPress.
- Happy!: debutta il 6 dicembre 2017 sul canale statunitense Syfy e si ispira all'omonimo fumetto creato da Grant Morrison e Darick Robertson[88]. L'opera originale è una miniserie di 4 numeri pubblicata tra il 2012 e il 2013. Nella versione televisiva la prima stagione conta 8 puntate e ottiene il rinnovo[88]. Si tratta della prima opera creator owned di Morrison ad essere trasposta in serie televisiva e ottiene un discreto consenso da parte di pubblico e critica[88]. Il magazine Variety la definisce <<nuova e disturbante>> mentre è più critico l'Hollywood Reporter e il Los Angeles Times[88]. Vi è però consenso unanime per l'ottima interpretazione di Christopher Meloni nel ruolo del protagonista[88]. La serie viene cancellata dal canale Syfy dopo la seconda stagione, uscita nel 2019[89]. Gli ascolti sono in calo ma bisogna considerare che su Netflix, a cui è data in licenza, risulta essere una Top Performer[89]. Rimane la possibilità che venga acquisita dal canale in streaming per realizzarne nuove stagioni, ma vi è il problema di mancanza di materiale originale su cui basarsi[89].

Copertina di "Deadly Class 1", sovracover serie tv, edizione Panini Comics

L'unica miniserie a fumetti pubblicata su Happy! è già stata adattata con la prima stagione. La casa di produzione della serie televisiva è la "Universal Content Production" (UCP).
- Deadly Class: viene trasmessa tra il 16 gennaio e il 20 marzo 2019 sul canale statunitense Syfy e si ispira all'omonimo fumetto creato da Rick Reminder e in corso di pubblicazione durante la messa in onda[90][91]. Si tratta della prima opera creator owned di Reminder ad essere trasposto in serie televisiva. La storia viene descritta come un dramma cupo ed eccentrico su una segreta accademia che addestra dei giovani ragazzi a diventare assassini[91]. Le vicende si svolgono nell'America reaganiana degli anni ottanta[91]. La prima stagione conta 10 episodi[90]. Contemporaneamente alla serie Happy!, Syfy cancella anche Deadly Class dopo appena una stagiona e nonostante gli ascolti siano in linea con altre serie del canale quali Krypton, The Magicians, Killjoys[89]. La motivazione arriva dal fatto che la serie non è comunque abbastanza profittevole in quanto prodotta e posseduta dalla Sony Pictures Television[89]. L'intenzione di Syfy è quello di produrre e trasmettere serie di cui ha il pieno controllo finanziario e creativo[89].

### Opere in gestazione
- Il secondo film su Spawn: è dall'uscita del primo film che ci sono voci di un possibile sequel al lungometraggio del 1997[92]. Lo stesso McFarlane non ha mai taciuto il suo interesse per la realizzazione di un film che sapesse riprendere meglio i temi e i personaggi della sua serie a fumetti[92]. La sua intenzione è quella di scrivere e autoprodursi il nuovo film in maniera tale da avere il pieno controllo sul suo personaggio e il tipo di storia che vuole trasporre sul grande schermo[92]. Al momento Todd McFarlane sta lavorando ad uno script che intende completare entro la fine del 2013 per poter poi realizzare il film nel 2014[92]. La storia non è un sequel del primo film ma un reboot che permetterebbe a Todd di rilanciare cinematograficamente Spawn senza vincoli narrativi e con la possibilità di attirare nuovo pubblico[92]. Per quanto riguarda il ruolo di protagonista si parla di Jamie Foxx, molto interessato alla parte, ma non è da escludere un attore sconosciuto[92].
- Pax Romana: a fine aprile del 2014 il canale statunitense SyFy ha annunciato di voler produrre una serie televisiva sulla miniserie Pax Romana[93] di Jonathan Hickman, pubblicata dalla Image tra il dicembre 2007 e il novembre 2008[94]. Il tema trattato riguarda un viaggio nel tempo compiuto dal 2054 ai tempi dell'Impero Romano per cambiare il corso della storia[94]. Nella realizzazione saranno coinvolti la casa di produzione Circle of Confusion (già coinvolta nell'adattamento televisivo di Walking Dead), Matthew Federman e Stephen Scaia (già autori di Warehouse 13 sempre per Syfy)[93].
- Birthright, si tratta di una serie a fumetti di genere fantasy scritta da Joshua Williamson. Nel 2018 la Universal Pictures ha iniziato una collaborazione con la Skybound di Robert Kirkman per un adattamento cinematografico[95].
- Rebel Wilson ha opzionato i diritti della serie a fumetti Crowded di Christopher Sebela (testi) e Ro Stein, Ted Brant, Triona Farrell (disegni). Tramite la Camp Sugar Productions ne vuole realizzare un adattamento cinematografico. Al progetto è legata anche la Oni Entertainment[95].
- Gli Amazon Studios stanno sviluppando l'adattamento televisivo della saga di fantascienza distopica Est of West[95]. La serie a fumetti è stata creata da Jonathan Hickman e Nick Dragotta[95]. Si tratta della seconda opera di Hickman, dopo Pax Romana, ad essere scelta per farne una serie televisiva. Mentre però la prima è in sospeso da diversi anni, in questo caso la produzione procede più rapidamente. Hickman è coinvolto nella sceneggiatura ed è coinvolto come produttore esecutivo anche Robert Kirkman e la sua Skybound Entertainment[95].
- Gideon Falls, serie a fumetti di Jeff Lemire e Andrea Sorrentino, opzionata per la Tv dalla Hivemind[95]. I produttori sono Sean Daniel, Jason Brown, Kathy Lingg (venuta dalla Bad Robot) e Dinesh Shamdasani, ex CEO e responsabile creativo della Valiant Entertainment[95].
- Skyward, serie a fumetti di fantascienza opzionata dalla Sony Pictures Entertainment. Pare voglia realizzarne un film cinematografico diretto da Brad Peyton[95]. Come produttore esecutivo è stato chiamato Joe Henderson, autore e ideatore della versione cartacea, i cui disegni sono di Lee Garbett e Antonio Fabela[95].

## In Italia
L'edizione italiana dei fumetti Image parte da novembre 1993 con l'uscita della serie mensile dal titolo Image, pubblicata da Edizioni Star Comics Srl di Perugia. La serie è inizialmente supervisionata e curata da Marco Marcello Lupoi e Luca Scatasta e raccoglie le prime serie Image Comics a distanza di poco più di un anno dal loro debutto negli Stati Uniti. Bisogna sottolineare che l'edizione italiana proposta dalla Star Comics è la prima edizione al di fuori degli USA degli albi Image. Questo primo albo presenta in copertina la cover originale di Spawn n.1 mentre il contenuto raccoglie i seguenti numeri delle serie originali:
- Spawn n. 1 di Todd McFarlane (testi-disegni)
- WildC.A.T.S. (Vol.1) n. 1 di Jim Lee - Brandon Choi (testi), Jim Lee (matite), Scott Williams (chine)
- Youngblood n. 0 di Rob Liefeld (testi-disegni), Dan Fraga (matite aggiuntive), Danny K. Miki (chine). Questo albo non è il primo della serie che è servita da apripista alla nuova casa editrice, ma è un prequel pubblicato in USA qualche mese dopo. Il debutto in edizione italiana di Youngblood n. 1 (primo albo Image Comics) avviene su Image n. 2 (dicembre 1993). La cover originale disegnata da Rob Leifeld è proprio quella utilizzata per la seconda uscita della serie della Star Comics.

### Il periodo Star Comics (1993-1999)
Il debutto italiano della Image lo si deve quindi alla Star Comics di Perugia. Questa casa editrice si è già fatta un nome presso gli appassionati di fumetti americani per aver avuto il merito di riprendere la pubblicazione italiana di buona parte delle serie Marvel Comics, a cavallo degli anni ottanta e anni novanta. La lungimiranza del suo editore la porta anche ad acquisire i diritti dei principali personaggi di Liefeld, McFarlane e soci. Questa mossa si rivela vincente dal momento che nel 1994 viene fondata la Marvel Italia, che porta sotto un unico editore tutti i diritti dei personaggi Marvel. La Star Comics perde quindi i suoi personaggi più popolari, tra i quali l'Uomo Ragno e i Fantastici Quattro, per non dimenticare l'abbandono del suo storico redattore Marco M. Lupoi, fautore del progetto Marvel Italia e quindi passato a quella concorrenza che ha svuotato il parco testate Star Comics. La casa editrice di Perugia punta per forza e necessità sul nuovo terzo polo del mercato dei comics statunitensi cioè la Image (ma anche sui manga). La prima serie si intitola proprio Image e (come già visto sopra) raduna inizialmente le creazioni di Liefeld, McFarlane e Lee alle quali si aggiunge dal terzo numero la Cyberforce di Silvestri. Si affiancano al mensile quattro albi fuori serie intitolati Speciale Image e numerati da 0 a 3. Da segnalare il debutto di Pitt di Dale Keown su Image n.7 (maggio 1994), sul n.9 (Luglio 1994) quello di un nuovo supergruppo di mercenari denominati Brigade, ennesima creazione degli Extreme Studios di Liefeld qui coadiuvato alla parte grafica dal suo assistente Marat Mychaels, sul n. 10 sbarcano in Italia gli Stormwatch della Wildstorm, sul 14 Codemane: Strykeforce della Top Cow e sul 18 i Wetworks di Whilce Portacio inglobati nella Wildstorm di Jim Lee. Image chiude con il numero 32, con il team-up Cyblade-Shi dove fa il suo debutto Witchblade, per ripartire come Cyberforce n. 1, e pubblicando esclusivamente materiale Top Cow di Marc Silvestri, tra cui la serie regolare della Lama Stregata. Nel n. 13 viene pubblicato il n. 10 della collana Witchblade in cui appare per la prima volta Jackie Estacado, alias The Darkness.
Nell'aprile 1994 nasce Spawn & Savage Dragon dove si spostano la serie di Spawn (a partire dal n.6 della collana originale) e la miniserie e poi la serie The savage Dragon di Erik Larsen, diventando la serie più venduta dell'intero parco testate Star Comics/Image. All'interno appaiono la prima miniserie di Union della Wildstorm e i vari spin-off del Drago come Vanguard e la divertente Freak Force.
Sempre nell'aprile 1994 la rivista Star Magazine Oro, dal n. 8, diventa un contenitore per miniserie Image che non trovano posto nei vari mensili o per archi narrativi necessari per allineare le varie serie. Su Star Oro vengono così pubblicati Shadowhawk di Jim Valentino, Wildstar di Jerry Ordway, Team 7 della Wildstorm, un ciclo dei Wetworks e uno di Stormwatch, l'esordio di Backlash, il secondo ciclo di Union, Hellshock di Jae Lee, il prologo e l'epilogo del secondo cross-over della Wildstorm dal titolo Fuoco dal Cielo e vari team-up tra Wildstorm e Marvel come Spiderma/Backlash, Wolverine/Deathblow e X-Men/Wildcats. Chiude con il n. 43 del dicembre 1998.
L'interesse per i personaggi dello Extreme Studios di Leifeld è notevole anche in Italia e questo porta la Star Comics a lanciare la serie Extreme (gennaio 1995) curata da Paolo Accolti Gil e che vede qui confluire le creazioni dell'irrefrenabile Liefeld quali Youngblood (e vari spin-off quali Team Youngblood), Prophet e Supreme. Ma la serie ha vita corta chiudendo con il n. 12.
Nel marzo del 1995, nell'ennesimo tentativo di rilanciare la rivista Star Magazine, dopo il flop dell'Ultraverse, la Star fa esordire in Italia Maxx di Sam Keith nel n. 54. Purtroppo sono pubblicati sono la corta storia apparsa di Darker Image 1 e i primi 4 episodi dato che con il n. 57 la Star Magazine chiude definitivamente.
Un'ulteriore espansione delle testate Image della Star comics avviene nel biennio 1995-1996, in seguito al successo negli Stati Uniti delle pubblicazioni Wildstorm di Jim Lee, tra le quali non spicca solo la serie WildC.A.T.s ma anche la rivelazione Gen 13, serie incentrata su un supergruppo di teenager. A questi viene intitolata una serie italiana che dura 32 numeri (in cui vengono pubblicati come comprimari Backlash e Wetworks), dal giugno 1996 al gennaio 1999, la quale è stata preceduta da tre albi speciali: Star Oro Magazine n. 12 (con la prima miniserie del team), "Gen 13 n. 0" (contiene il n. 0) e Gen 13 Extra (che contiene in n. 1 della serie americana). La serie americana parte così dal n. 3 nel proprio mensile, dato che il secondo albo originale è stato pubblicato su Wilcats come parte del crossover "Tempesta in arrivo". Lo studio di Jim Lee si vede anche intitolata la serie Wildstorm di 12 numeri (dal settembre 1997 all'agosto 1998) con all'interno Gen 13 Bootleg e DV8, che poi confluiranno nel mensile Star dedicato a Gen 13. Ovviamente la Star Comics ha anche lanciato una serie mensile dal titolo WildC.A.T.s (con Stormwatch, Deathblow e le varie miniserie dedicate a Rapace/Grifter, Veggente/Savant, Zelota/Zealot, ecc.) a partire dal maggio 1995 e che vede chiudere la sua pubblicazione nel gennaio 1999 con il numero 44. Da sottolineare che questo numero segna la fine delle pubblicazioni Image da parte della Star Comics che ne ha curato l'edizione italiana per 6 anni, contribuendo a far conoscere per prima questi nuovi personaggi al di fuori del mercato statunitense.
Infine, per festeggiare i 10 anni della sua esistenza la casa editrice lancia un albo speciale dove vengono inserite tre storie, ciascuna per ogni tipo di pubblicazione dell'editore. L'albo è composto da una storia dedicata ai manga, una a Lazarus Ledd per le pubblicazioni italiane e una storia di Majestic di Alan Moore, a rappresentare i comics, dal titolo "Il grande freddo" dove si assiste alla fine dell'universo Wildstorm.
Pubblicazioni Star Comics relative a serie Image:
- Image n. 1 al 48 (dal n. 33 diventa Cyberforce n. 1 al 16)
- Speciali Image n. 0 al 3
- Spawn & Savage Dragon n. 1 al 32
- Extreme Youngblood n. 1 al 12
- Wildcats n. 1 al 44
- Gen 13 n. 0 al 32 + Gen 13 Extra
- Wildstorm n. 1 al 12
- Speciale 10 anni di Star Comics
- Star Magazine Oro n. 8, 12, 13, dal 15 al 43
- Star Magazine n. 54 al 57

Dalla seconda metà degli anni novanta i diritti per la pubblicazione dei fumetti Image si suddivide tra diversi editori quali:
- Panini Comics: cicli finali di Cyberforce, Weapon Zero e Prophet, oltre a continuare le saghe di Spawn, Witchblade, pubblicate The Darkness e tutta la produzione Top Cow.
- Magic Press: Wildcats, Gen 13, Stormwatch/The Authority, The Maxx, ecc.
- Lexy, Indipress ed Edizioni BD: Savage Dragon